# Отрадное (станция метро)
«Отра́дное» — станция Московского метрополитена на Серпуховско-Тимирязевской линии. Расположена в одноимённом районе (СВАО), по которому получила название. Открыта в марте 1991 года в составе участка «Савёловская» — «Отрадное». Односводчатая станция мелкого заложения с одной островной платформой. Последняя станция московского метро, открытая в СССР.

## История
Станция открыта 7 марта 1991 года в составе участка «Савёловская» — «Отрадное», после ввода в эксплуатацию которого в Московском метрополитене стало 148 станций. Котлован строящейся станции частично располагался на месте полосы отвода закрытой в 1987 году Бескудниковской железнодорожной ветки.

## Техническая характеристика
«Отрадное» — односводчатая станция мелкого заложения (глубина — 9 м). Авторы проекта — архитекторы Л. Н. Попов и В. С. Волович.
Наземных вестибюлей нет, вход в подземные вестибюли «Отрадного» осуществляется через подземные переходы с улиц Декабристов, Хачатуряна и Северного бульвара.

## Оформление
Свод выполнен из монолитного железобетона, пол выложен тёмным гранитом, путевые стены отделаны чёрным мрамором. Перегородки, разделяющие свод, украшены панно, выполненными в стиле примитивизма (работы Ивана Николаева и Л. Анненковой):
- у северного входа:
  - «1812 год» — изображена атака русских гренадеров;
  - «Декабристы» — в центре изображён Пётр Каховский[5].
- у южного входа:
  - «Российские деятели культуры, науки и искусства XIX века» — Амвросий Оптинский, Л. Н. Толстой, М. И. Глинка, Ф. М. Достоевский, М. П. Мусоргский, И. С. Тургенев, П. И. Чайковский и др.[5];
  - «Жёны декабристов».

## Галерея
| - Название станции на путевой стене - Мемориальная табличка - Поезд на станции - Выход № 2 со станции |

## Станция в цифрах
Код станции — 131. В марте 2002 года пассажиропоток по входу составлял 76,7 тыс. чел.
Время открытия станции для входа пассажиров — 5 часов 45 минут, время закрытия — в 1 час ночи.
- Таблица времени прохождения первого поезда через станцию[7]:

| По чётным числам              | Будние дни | Выходные дни |
| По нечётным числам            | Будние дни | Выходные дни |
| В сторону станции «Бибирево»  | 06:01      | 06:03        |
| В сторону станции «Бибирево»  | 05:53      | 05:57        |
| В сторону станции «Владыкино» | 05:54      | 05:52        |
| В сторону станции «Владыкино» | 05:48      | 05:46        |

## Путевое развитие
За станцией находится двухпутный оборотный тупик, используемый для зонного оборота, выдачи составов из электродепо «Владыкино» и ночного отстоя поездов.

## Наземный общественный транспорт
На этой станции можно пересесть на следующие маршруты городского пассажирского транспорта:
- Автобусы: м54, с6, 23, 71, 124, 238, 238к, 380, 571, 598, 605, 628, 637, 803, н9